# ヘラクレアのマルキアノス
ヘラクレアのマルキアノス（古代ギリシア語: Μαρκιανὸς Ἡρακλεώτης、ラテン語: Marcianus Heracleensis、英語: Marcian of Heraclea、fl.4世紀ころ）は、ヘラクレア・ポンティカ出身の古代末期のギリシャ人地理学者のひとり。
偉大な地理学者ではないが、知られている業績には、次のものがある。
- 原著作『外洋のペリプルス』 (ラテン語: Periplus maris exteri)[2][3] - 大西洋から中国に至る場所への言及が記されている[1]。
- ペルガモンのメニッポスのエピトーメ[4]。
- エペソスのアルテミドロス（英語版）のエピトーメ[5]

ここでエピトーメ（抄録）の対象となっている著者であるアルテミドロスやメニッポスは、1世紀ころに著述活動をしていた人物である。これらのエピトーメは、ビュザンティオンノステパノスの業績の中に見える題名だけが伝えられているが、 メニッポスについては、写本の一部が存在する。そこから、マルキアノスはメニッポスの業績を改善はしていなかったものと考えられている。偽スキュムノスの著作は、その出版史の初期において、マルキアノスによるものと見なされていた。文献学者たちは、マルキアノスが著述のほかにも、地理学に関する文献を収集して注釈を付け、これが今日まで伝わる、先行した地理学書の写本の基礎となったと考えている。